# Freiimfelde/Kanenaer Weg

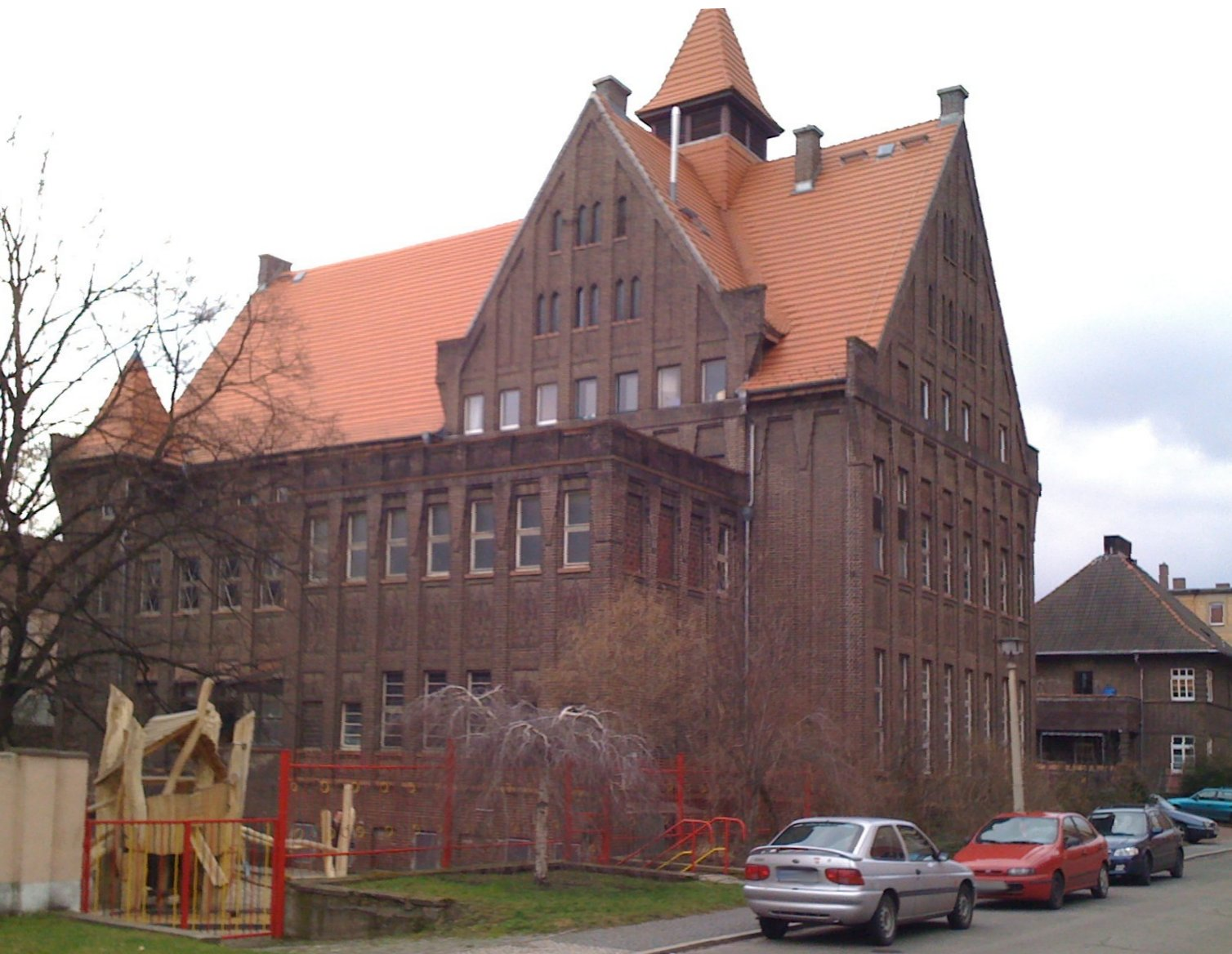
Christuskirche in der Freiimfelder Str.

Freiimfelde / Kanenaer Weg ist ein Stadtviertel im Stadtbezirk Ost von Halle (Saale) in Sachsen-Anhalt. Im Jahr 2022 hatte es 3.555 Einwohner.

## Lage
Das Viertel liegt an der Westgrenze des Stadtbezirks Ost zwischen den Stadtteilen Diemitz, Nördliche Innenstadt, Büschdorf, Dieselstraße und Kanena/Bruckdorf.
Es wird erschlossen durch die Hauptverkehrsstraßen Freiimfelder Straße und Delitzscher Straße.
Außerdem enthält es seit September 2023 die Bahnanlagen des halleschen Hauptbahnhofs und des Güterbahnhofs, die vorher ein eigenständiges Stadtviertel mit dem Namen Gebiet der DB waren.

## Geschichte
Freiimfelde, vor 1815 Freienfelde genannt, war ein Rittergut im Saalkreis des Erzstifts Magdeburg, das unter adliger Herrschaft und unter Obergerichtsbarkeit des Amts Giebichenstein stand. 1680 kam es mit dem Saalkreis zum Herzogtum Magdeburg unter brandenburg-preußischer Herrschaft. Mit dem Frieden von Tilsit wurde das Rittergut Freienfelde im Jahr 1807 dem Königreich Westphalen angegliedert und dem Distrikt Halle im Departement der Saale zugeordnet. Es gehörte zum Kanton Halle-Land. Nach der Niederlage Napoleons und dem Ende des Königreichs Westphalen befreiten die verbündeten Gegner Napoleons Anfang Oktober 1813 den Saalkreis.
Bei der politischen Neuordnung nach dem Wiener Kongress 1815 wurde das Gut im Jahr 1816 dem Regierungsbezirk Merseburg der preußischen Provinz Sachsen angeschlossen und dem Saalkreis zugeordnet.
Am 10. November 1819 erfolgte die Eingliederung des Ritterguts Freiimfelde in den Stadtkreis Halle a./S. Das heute noch zu sehende Herrenhaus des Ritterguts Freiimfelde wurde – den Familienpapieren zufolge – vom preußischen Architekten Andreas Schlüter für den damaligen Besitzer des Gutes, den kurbrandenburgischen Geheimrat Nikolaus Bartholomäus von Danckelmann errichtet (siehe Portalüberschrift). Als jener in Ungnade fiel, ging das Gutshaus an die Familie von Thadden, Johann Leopold von Thadden, später sein Sohn Ferdinand Leopold von Thadden, beide hohe Offiziere in preussischen Staatsdiensten. Hier unterhielt der preußische Pädagoge Gerd Eilers nach seinem Ausscheiden aus dem Staatsdienst von 1848 bis 1857 eine „Knabenerziehungsanstalt“, die vor allem von Kindern adeliger Gutsbesitzer besucht wurde. 1857 nach dem Tode von Thaddens gelangte es in den Besitz der Unternehmerfamilie Spatz, die dort eine große Drahtfabrik errichtete; das freistehende Herrenhaus mit Eingangsportal und die umgebenden Industriebauten sind noch zu sehen. - Das Gutshaus Freyimfelde war Geburtsort des Zoologen und Forschungsreisenden Paul Spatz. 1951 enteignet, wurde das Gut nach 1989 an die Besitzerfamilie rückübertragen.

Im Jahr 2010 galt Freiimfelde als eins Stadtviertel mit der höchsten Leerstandsquote Deutschlands, 2011 wurden 48 % Leerstand festgestellt. Seit 2012 erschafft das Kunstprojekt „Freiraumgalerie“ großflächige Wandbilder an Fassaden und Brandwänden, Brachflächen werden zu Parks und Gärten. Gemeinsam mit dem Kunstprojekt erschaffte eine Bürgerinitiative ein neues Quartierskonzept für Freiimfelde. Leerstand wird saniert und das Image des Viertels verbessert. Die Leerstandsquote ist auf 15 % gesunken. 

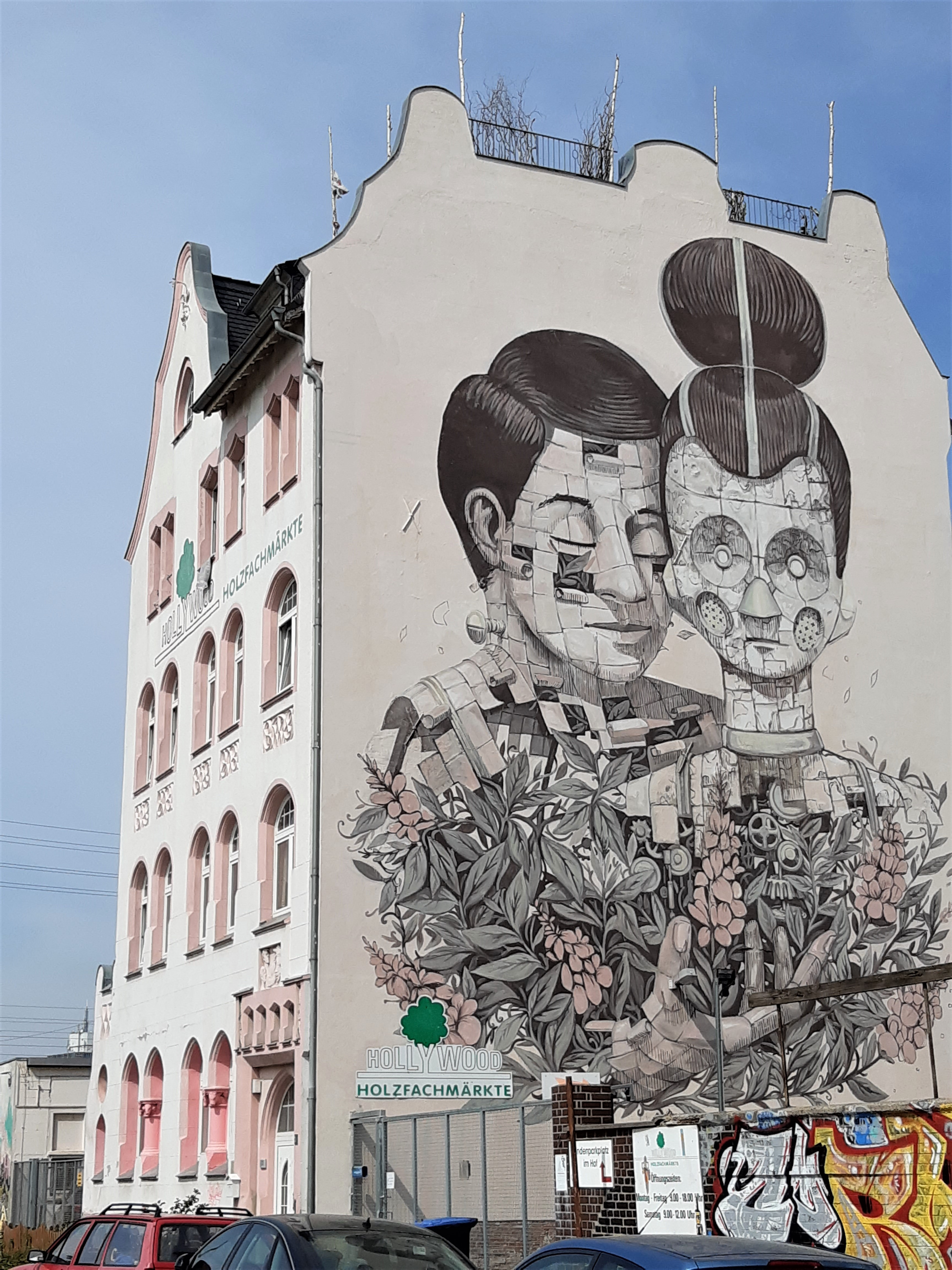
Wandbild Reideburger Straße 1
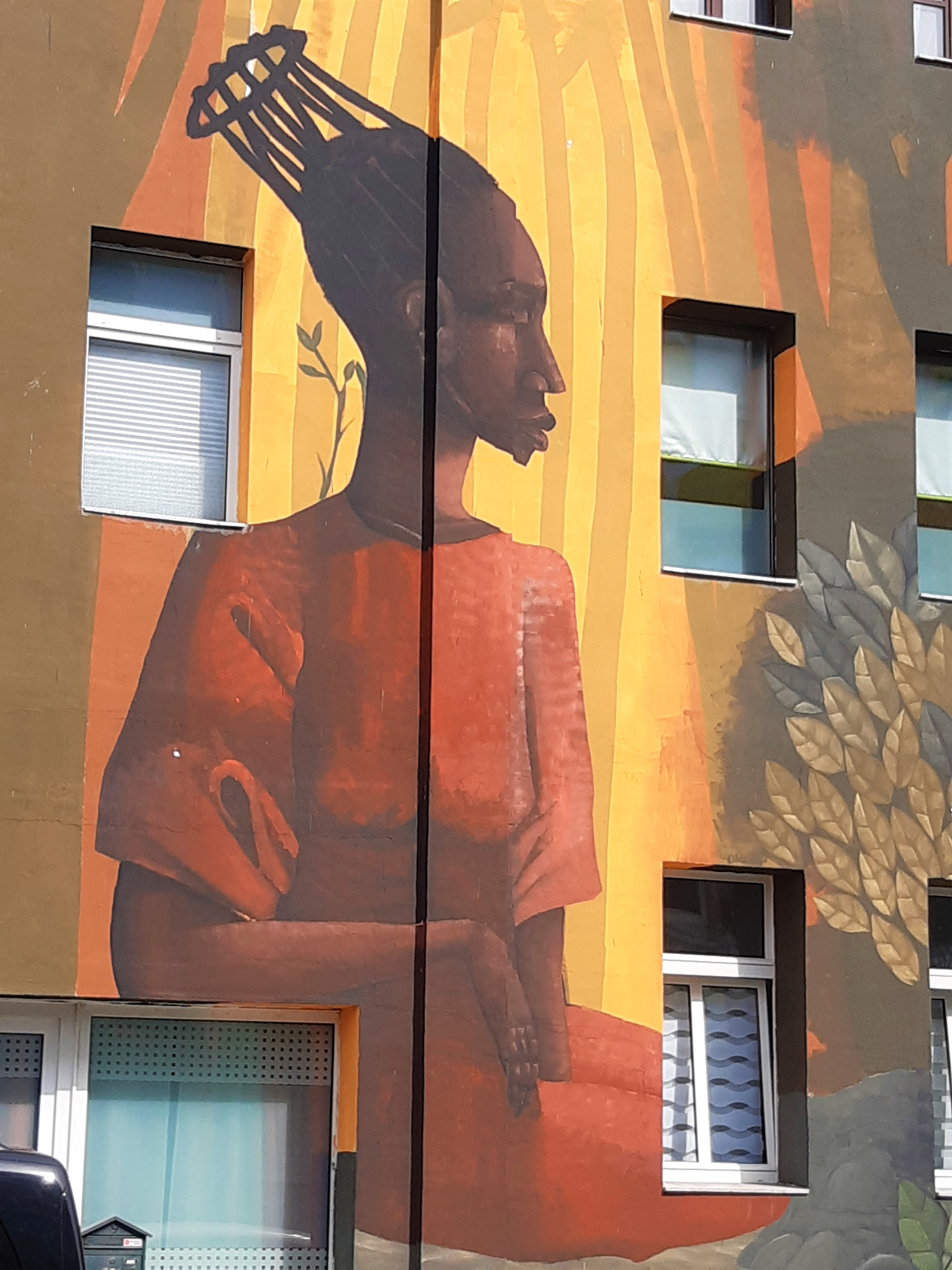
Reideburger Straße 2
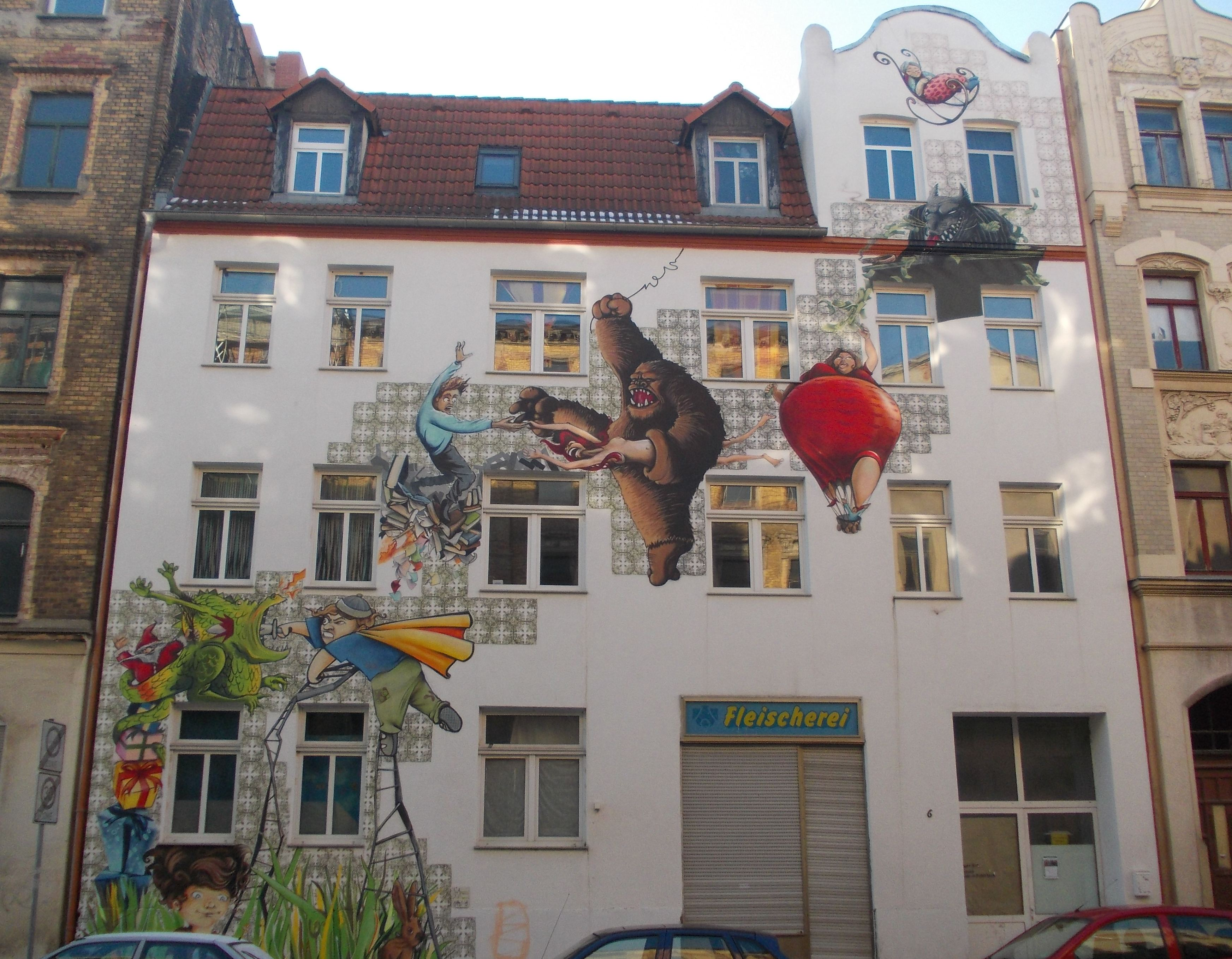
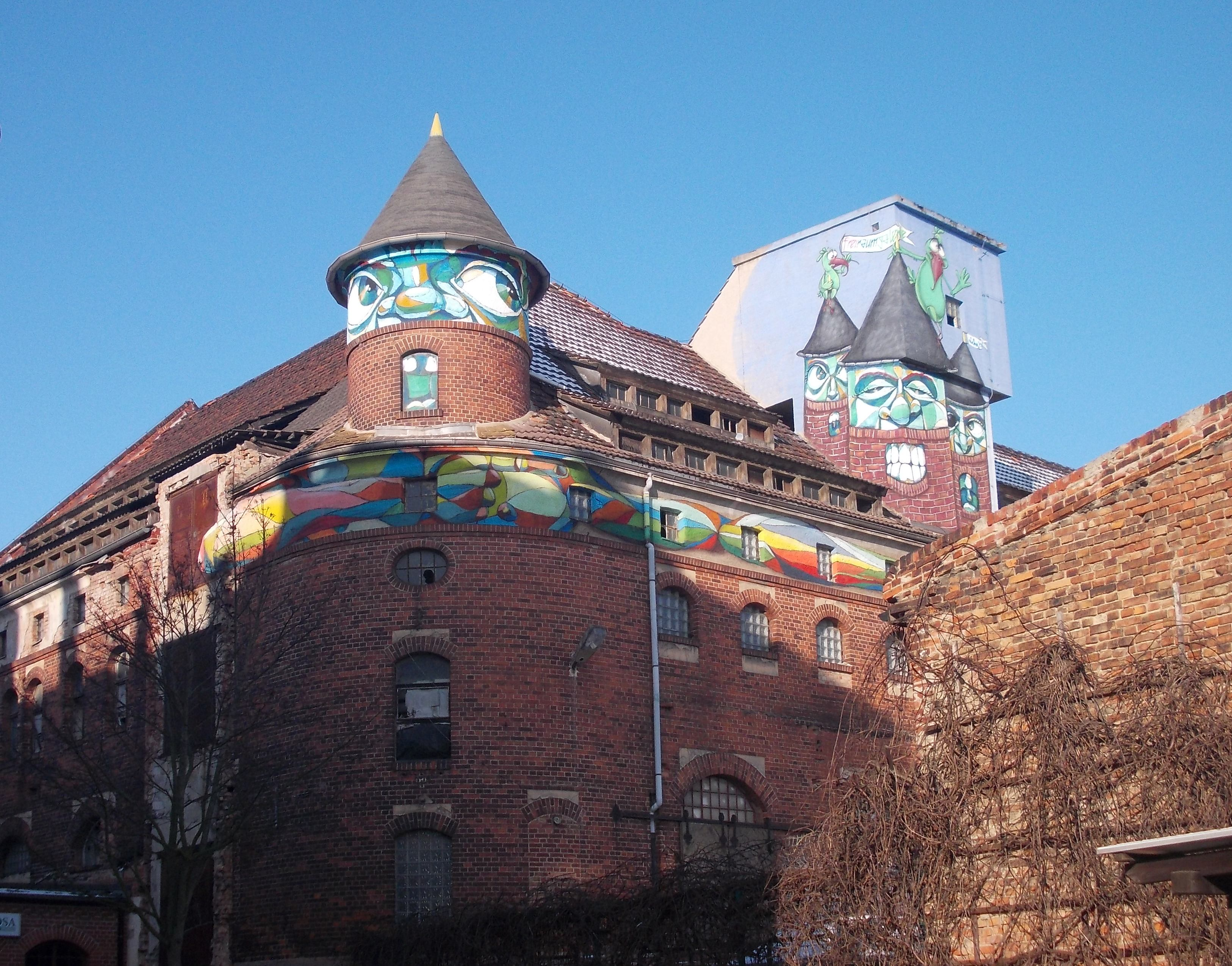
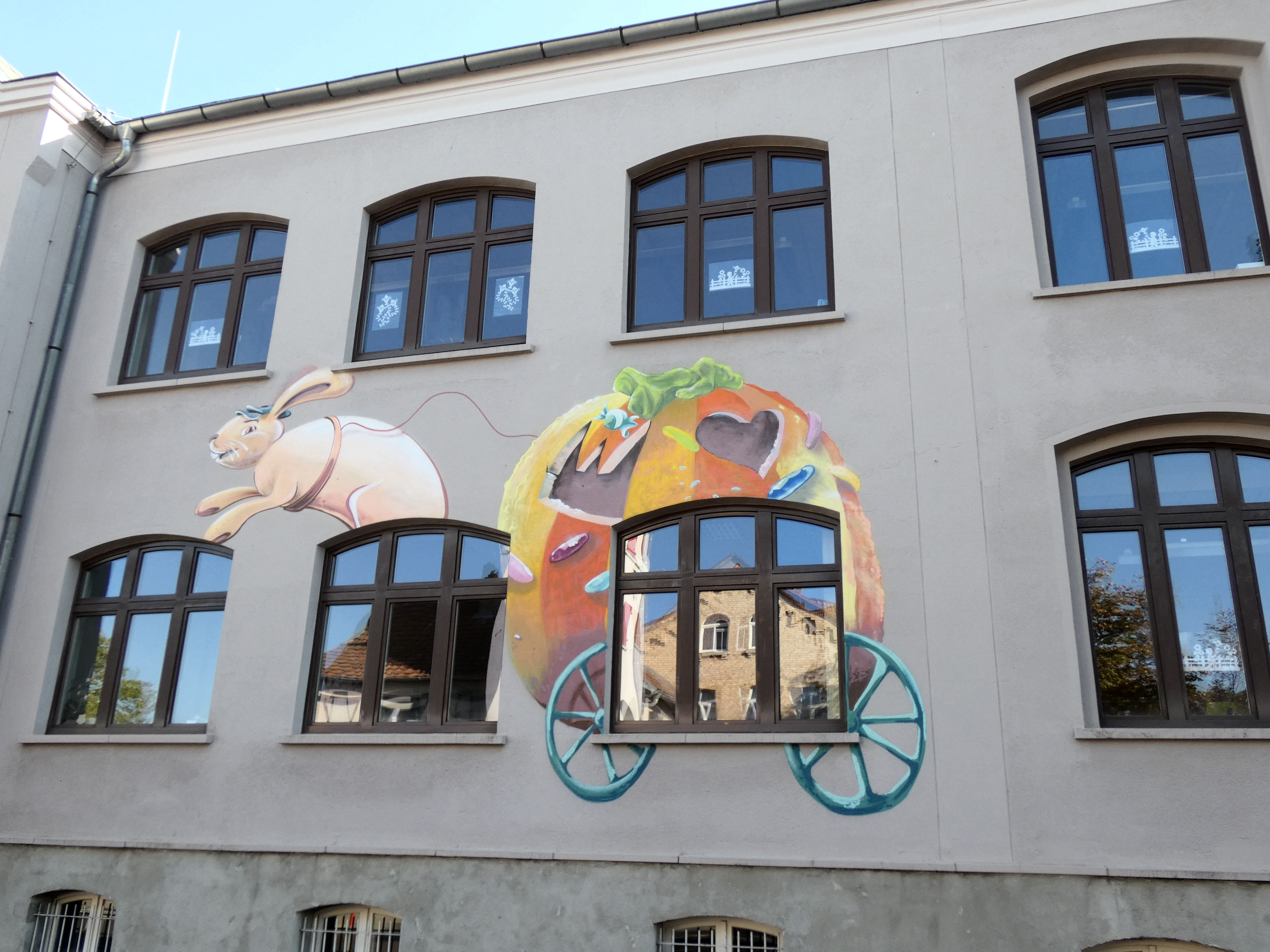
Grundschule Diemitz